# Cristian Mox
Cristian José Mox Arias – gwatemalski zapaśnik walczący w stylu wolnym. Zajął 25. miejsce na mistrzostwach świata w 2018. Ósmy na mistrzostwach panamerykańskich w 2018. Mistrz igrzysk Ameryki Środkowej w 2017 i drugi w  2013 roku.